# Піменов Микола Ігорович
Піменов Микола Ігорович (29 березня 1958) — російський академічний веслувальник.
Срібний призер Олімпійських Ігор 1980 року в складі розпашної двійки без стернового, учасник 1988, 1992 років.
Чемпіон світу 1981, 1985, 1986 років у складі розпашної двійки без стернового, срібний призер 1979 (розпашні двійки без стернового), 1983 (розпашні четвірки без стернового), 1990 (розпашні двійки без стернового) років, бронзовий призер 1987 року в складі розпашної двійки без стернового.
Переможець ігор Дружба-84 у складі розпашної двійки без стернового.